# Batesimalva pulchella
Batesimalva pulchella är en malvaväxtart som beskrevs av P.A. Fryxell. Batesimalva pulchella ingår i släktet Batesimalva och familjen malvaväxter. Inga underarter finns listade i Catalogue of Life.